# One (Мађарска)
One Мађарска је телекомуникациона компанија у Мађарској (раније позната као Водафоне Мађарска до 31. децембра 2024). Компанија је започела рад 30. новембра 1999. године, након што је добила трећу лиценцу за ГСМ 900/1800 МХз у земљи, и постала први провајдер који је пружао услуге у опсегу ДЦС-1800 у Мађарској.

## Мрежне информације
Оне Мађарска (раније Водафоне Мађарска) има мобилни код земље (MCC): 216 и мобилни мрежни код (MNC): 70 (међународни позивни број: +36 70).
Назив оператера за Водафоне Мађарска био је „vodafone HU“, док је назив оператера за Оне Мађарска „One HU“.
Оне управља GSM, GPRS и EDGE мрежом на фреквенцијама 900/1800 MHz. Раније је управљао HSDPA+ мрежом на 900/2100 MHz, а тренутно, поред GSM, GPRS и EDGE мрежа, управља LTE и LTE-A мрежом на фреквенцијама 800/1800/2600 MHz, као и на 1800/2600 MHz.
Компанија поседује више од 2600 активних БТС (Base Transceiver Station) станица. Захваљујући модернизацији из 2011. године, целокупна мрежа је прилагођена за LTE пренос.

## Историја
Дана 7. јула 1999. године, консорцијум који је формирао В.Р.А.М. и Примател освојио је трећу GSM 900/1800 лиценцу у Мађарској. Након потписивања уговора 30. новембра 1999. године, консорцијум је покренуо своју мрежу под брендом Водафоне. У првим годинама, Водафоне је користио торњеве својих главних конкурената Westel (сада Telekom) и Pannon GSM (сада Yettel), док је њихова сопствена мрежа била доступна само у Будимпешти и другим већим градовима. Крајем 2002. године покрили су 90% земље. Дана 30. јануара 2003. године, компанија је лансирала Vodafone Live! услуге, а исте године број корисника Водафоне-а прешао је 1 милион. У децембру 2004. године, Водафоне је купио трећу 3G лиценцу у оквиру UMTS тендера НХХ-а. 2005. године, Водафонеје покренуо услугу Vodafone Passport, доступну у 17 земаља у то време. Дана 16. децембра 2005. године, лансирали су трећу 3G мрежу у земљи, која је била доступна само у унутрашњим округима Будимпеште. У новембру 2006. године, компанија је понудила нову алтернативу за кориснике фиксне телефонске линије. Vodafone Otthon је омогућио корисницима да комбинују предности фиксне и мобилне телекомуникације са једним телефоном. Исту годину, компанија је понудила бесплатне текстуалне поруке или минуте за све prepaid кориснике, под условом да наплате свој баланс са 3000 HUF или више. У децембру исте године, Водафоне је покренуо 3G услуге на линијама M2 и M3 метроа у Будимпешти. Покренули су националну HSDPA мрежу, која је доступна за отприлике 9,5 милиона људи у земљи. Од јула 2012. године, HSDPA мрежа од 21 Mbps доступна је у 2432 насеља, док је DC-HSPA мрежа са 42 Mbps доступна у 101 насељу, укључујући Будимпешту. Цела мрежа је способна за LTE. Водафоне је лансирао своје RED планове за кориснике паметних телефона са неограниченим позивима и текстовима у октобру 2012. године. Они су били први оператер који је понудио паушалне тарифе на тржишту. (Инвестициона компанија у власништву мађарске државе) купила је Водафоне, са компанијама које су поседовале 51% и 49% акција, респективно. Компанија је 1. јануара 2025. године променила назив због нових власника, постајући Оне.

## ОнеТВ
ОнеТВ је модерна телевизијска платформа која је покренута у јесен 2024. године, која интегрише линерне канале, садржаје на захтев (он-деманд) и стриминг услуге на једној платформи. Циљ платформе је да корисницима пружи удобан приступ различитим типовима медијских садржаја, укључујући традиционалне телевизијске канале, могућност поновног гледања раније емитованих емисија и приступ популарним стриминг услугама.
ОнеТВ омогућава корисницима да приступе услугама као што су YouTube, Netflix, Spotify, Disney+ и Max на основу својих претплата. На овај начин, корисници могу управљати и уживати у својим омиљеним садржајима на једној платформи, без обзира на извор садржаја. Платформа је доступна на различитим уређајима, укључујући паметне телефоне, таблет рачунаре и паметне телевизоре, пружајући флексибилан и удобан приступ било где и било када. ОнеТВ  апликација је доступна на Google Play продавници и App Store-у, где корисници могу да је преузму и инсталирају на своје уређаје.